# Distrito de Amolatar
El distrito de Amolatar es uno de los ciento once distritos que conforman las República de Uganda creado en 2005, luego de una reforma. Se sitúa en la región norte del país. Su ciudad capital es Amolatar. Posee 1582 kilómetros cuadrados y su población es de 147 166 habitantes  contando una densidad de 61 habitantes por km². Es uno de los últimos distritos creados en Uganda.